# Megan Skiendiel
 (juillet 2025).
Motif : Aucune notoriété encyclopédique au delà de son activité dans le groupe Katseye.
- Archive Wikiwix
- Bing
- Cairn
- DuckDuckGo
- E. Universalis
- Gallica
- Google
- G. Books
- G. News
- G. Scholar
- Persée
- Qwant
- (zh) Baidu
- (ru) Yandex
- (wd) trouver des œuvres sur Wikidata

| 1. | Préciser le motif de la pose du bandeau. | Précisez le motif de la pose du bandeau en utilisant la syntaxe suivante : {{admissibilité à vérifier\|date=août 2025\|motif=remplacez ce texte par le motif}}                       |
| 2. | Informer les utilisateurs concernés.     | Pensez à avertir le créateur de l'article, par exemple, en insérant le code ci-dessous sur sa page de discussion : {{subst:avertissement admissibilité à vérifier\|Megan Skiendiel}} |

 (juillet 2025).
 (juillet 2025).
 (juillet 2025).
 (juillet 2025).
La mise en forme du texte ne suit pas les recommandations de Wikipédia : il faut le « wikifier ».
Les points d'amélioration suivants sont les cas les plus fréquents :
- Les titres sont pré-formatés par le logiciel. Ils ne sont ni en capitales, ni en gras.
- Le texte ne doit pas être écrit en capitales (les noms de famille non plus), ni en gras, ni en italique, ni en « petit »…
- Le gras n'est utilisé que pour surligner le titre de l'article dans l'introduction, une seule fois.
- L'italique est rarement utilisé : mots en langue étrangère, titres d'œuvres, noms de bateaux, etc.
- Les citations ne sont pas en italique mais en corps de texte normal. Elles sont entourées par des guillemets français : « et ».
- Les listes à puces sont à éviter, des paragraphes rédigés étant largement préférés. Les tableaux sont à réserver à la présentation de données structurées (résultats, etc.).
- Les appels de note de bas de page (petits chiffres en exposant, introduits par l'outil «  Source ») sont à placer entre la fin de phrase et le point final[comme ça].
- Les liens internes (vers d'autres articles de Wikipédia) sont à choisir avec parcimonie. Créez des liens vers des articles approfondissant le sujet. Les termes génériques sans rapport avec le sujet sont à éviter, ainsi que les répétitions de liens vers un même terme.
- Les liens externes sont à placer uniquement dans une section « Liens externes », à la fin de l'article. Ces liens sont à choisir avec parcimonie suivant les règles définies. Si un lien sert de source à l'article, son insertion dans le texte est à faire par les notes de bas de page.
- La présentation des références doit suivre les conventions bibliographiques. Il est recommandé d'utiliser les modèles {{Ouvrage}}, {{Chapitre}}, {{Article}}, {{Lien web}} et/ou {{Bibliographie}}. Le mode d'édition visuel peut mettre en forme automatiquement les références.
- Insérer une infobox (cadre d'informations à droite) n'est pas obligatoire pour parachever la mise en page.

Pour une aide détaillée, merci de consulter Aide:Wikification.
Si vous pensez que ces points ont été résolus, vous pouvez retirer ce bandeau et améliorer la mise en forme d'un autre article.
Megan Meiyok Skiendiel (anglais : Megan Meiyok Skiendiel, née le 10 février 2006), connue aussi sous le nom mononyme Megan — américaine chanteuse, danseuse et actrice affiliée à Hybe Corporation et Geffen Records. Elle est membre du groupe féminin Katseye.

## Vie précoce[anglicisme à remplacer]et activités avant le début de sa carrière
Megan Meiyok Skiendiel est née le 10 février 2006 à Honolulu, Hawaï, États-Unis. Sa mère est d'origine singapourienne et chinoise, et son père est d'origine américano-suédoise. Elle a un frère aîné. Megan parle anglais, cantonais de base et français de base. Son deuxième prénom (Meiyok) est aussi son nom chinois et son surnom.
Megan a été diagnostiquée avec dyslexie et a suivi une scolarité en ligne depuis la 4e. Enfant, elle a pratiqué divers styles de danse, dont hip-hop, ballet, jazz-funk et d’autres.
En 2015, elle et toute sa famille ont participé en tant que figurants dans le film « Jurassic World ». En 2017, elle a participé à la création du jeu The Elder Scrolls Legends: The Fall of the Dark Brotherhood, en prêtant sa voix au personnage de Babbet. En 2021, elle a joué un rôle secondaire dans la série Disney « De Sydney à Max », et en 2022, elle a apparu dans les séries « Bosch : Héritage » et « Ripple Effect ». Elle a également partagé qu’elle a été stagiaire dans une compagnie J-pop pendant un certain temps.

## Carrière
En novembre 2021, Hybe UMG et Geffen Records ont annoncé la recherche de membres pour un groupe féminin dans le cadre d’un projet commun Hybe x Geffen Records. Les auditions, organisées en Corée, États-Unis, Japon et Royaume-Uni en 2022, visaient à créer un groupe « qui transcende les frontières nationales, culturelles et artistiques »,. Lors d’une interview avec Korea JoongAng Daily, le fondateur de Hybe, Bang Si-hyuk, a exprimé l’intention de promouvoir le groupe sur le marché américain.
Sur plus de 120 000 candidatures, vingt candidates ont été sélectionnées pour participer à l’émission de télé-réalité The Debut: Dream Academy, et Megan a été présentée au public le 20 août 2023. Le 18 novembre, elle a rejoint la formation finale du groupe avec Daniela, Lara, Sophia, Yoonchae et Manon.
En septembre 2024, lors du tour asiatique du groupe, il a été annoncé que Megan suspendrait ses activités en raison d’une blessure au dos.

## Vie privée
Megan a officiellement été diagnostiquée avec dyslexie et psoriasis, et en juin 2025, elle a révélé qu’elle lutte contre l’anxiété.
Le 6 juin 2025, lors d’une diffusion en direct sur Weverse, elle a fait son coming-out en tant que bisexuelle.

## Filmographie

### Reality shows
| Année | Nom                        | Remarque                                                    |
| ----- | -------------------------- | ----------------------------------------------------------- |
| 2024  | Dream Academy              | émission de survie ayant sélectionné les membres de KATSEYE |
| 2024  | Pop Star Academy : Katseye | documentaire sur la préparation du groupe au début          |

### Séries
| Année | Nom              | Rôle   |
| ----- | ---------------- | ------ |
| 2021  | De Sydney à Max  | Tamira |
| 2022  | Bosch : Héritage |        |
| 2022  | Ripple Effect    | Ivy    |